# Classe Klazma
Le unità appartenenti alla classe Klazma (progetto 1274 secondo la classificazione russa) sono navi posacavi sovietiche.
La classificazione russa per questo tipo di unità è in russo кабельное судно?, kabel'noe sudno, "nave posacavi", abbreviato KBS.

## Sviluppo e tecnica
Le classe Klazma sono navi posacavi di grandi dimensioni, di costruzione finlandese. La costruzione è avvenuta presso i cantieri navali Wärtsilä, a Helsinki (Ingul e Jana) e Turku (altre).

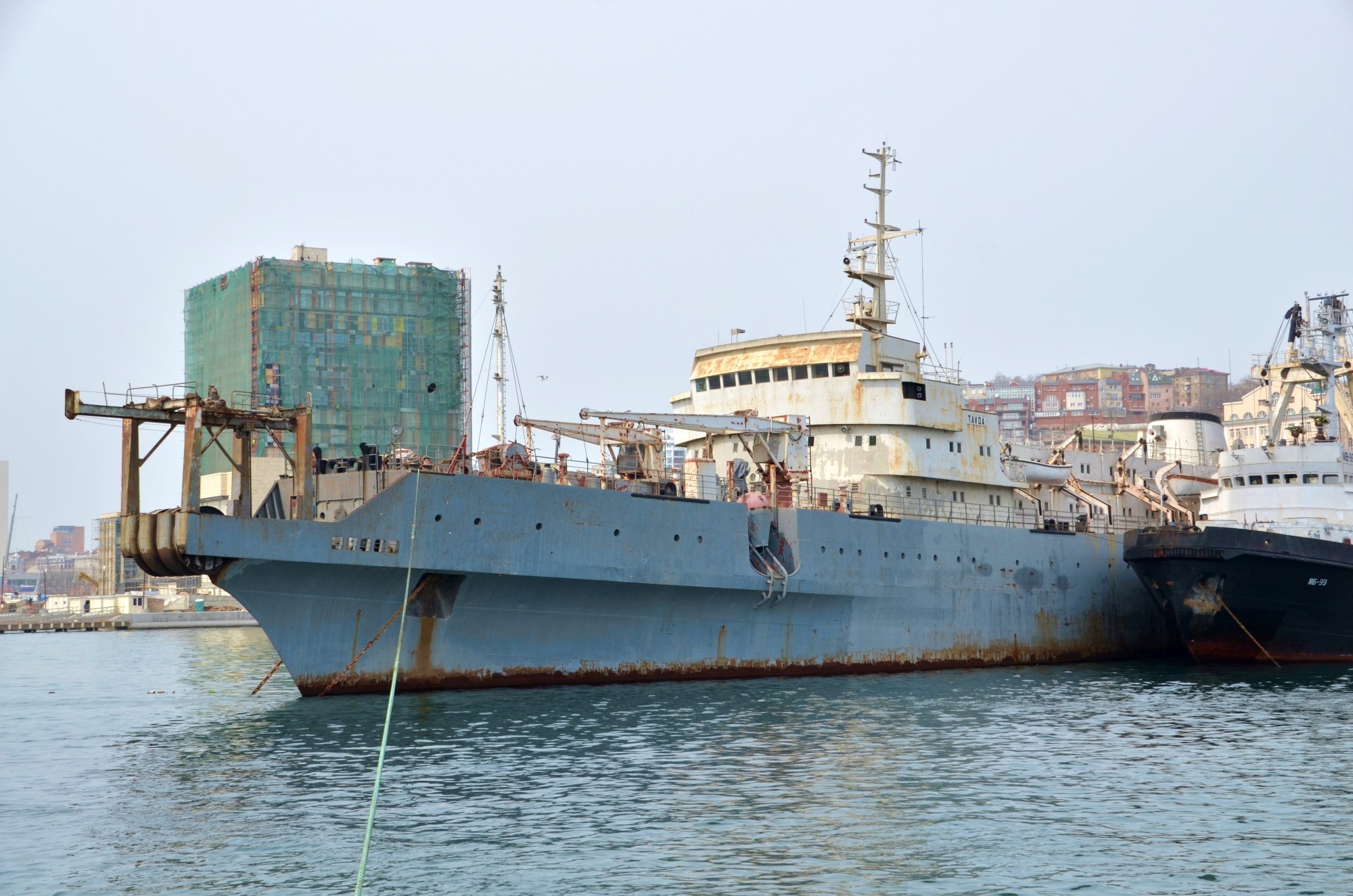
La Tavda nella baia Zolotoj Rog a Vladivostok nel 2012 prima della radiazione

Si tratta di unità ormai anziane (hanno tutte minimo 40 anni), ma tutti i programmi relativi ad una loro sostituzione sono stati cancellati, probabilmente a causa della cronica mancanza di fondi che ha caratterizzato la marina militare russa in seguito alla dissoluzione dell'URSS.

## Il servizio

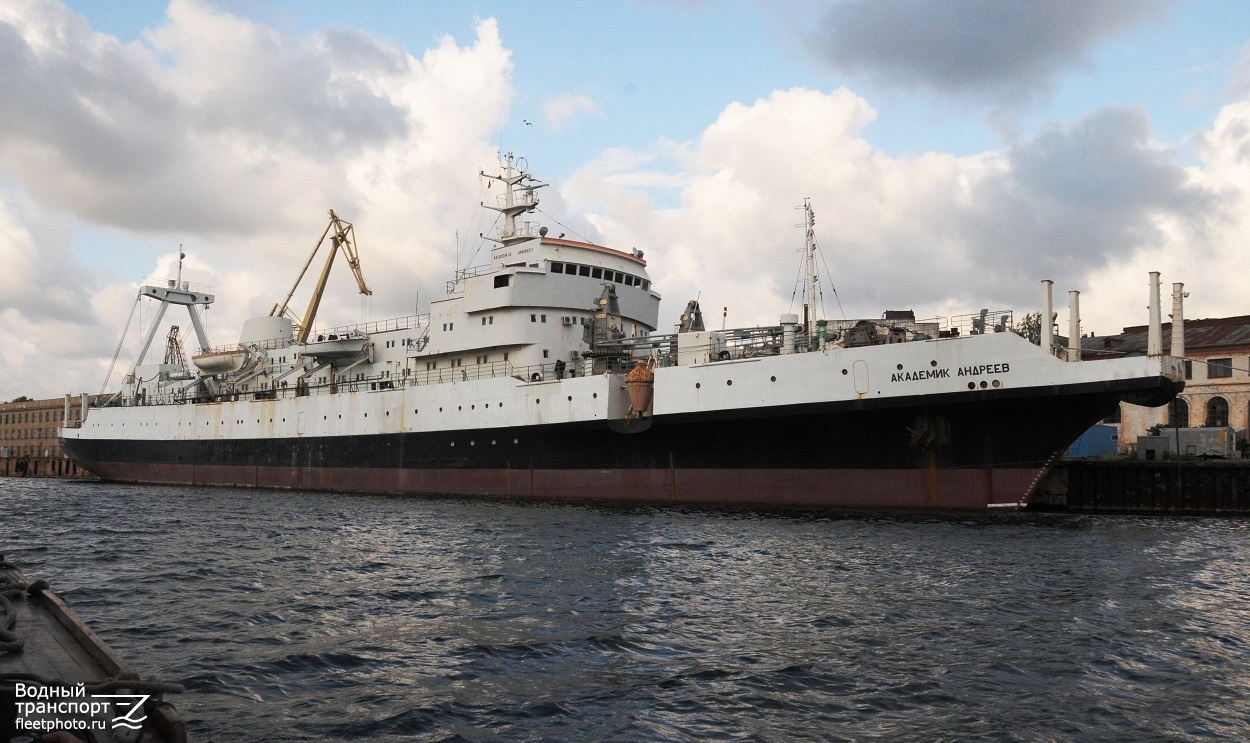
La Akademik Andreev (ex Cna, Novyj Buh e Ėkotech) a Sebastopoli nel 2013

Quasi tutte le unità risultano demolite. Un'altra unità in servizio in Russia (dati del 2023).
- Ingul: entrata in servizio nel 1962 ed operò nella Flotta del Pacifico, è stata radiata nel 1996.
- Jana: entrata in servizio nel 1963 ed operò nella Flotta del Nord, è stata radiata nel 2009.
- Akademik Andreev (ex Cna fino al 1997, poi Novyj Buh fino al 2004 e dopo Ėkotech fino al 2011): entrata in servizio nel 1968 ed operò nella Flotta del Mar Nero fino al 1997, e poi nella marina militare ucraina. Nel 2004 è stata trasferita alla compagnia ucraina NVO Ekotech (in ucraino НВО «Екотех»?) e poi è stata venduta alla compagnia russa DSMU-Gazstroj (in russo «ДСМУ-Газстрой»?) nel 2011. Intorno al 2012 è stata trasferita alla compagnia russa Sberbank Leasing (in russo «Сбербанк Лизинг»?) ed oggi non sono più operativa (dati del 2023).
- Donec: entrata in servizio nel 1969 ed operò nella Flotta del Baltico, è stata radiata nel 2012.
- Zeja: entrata in servizio nel 1970 ed operò nella Flotta del Nord, è stata radiata nel 2011.
- Katun': entrata in servizio nel 1974 ed operò nella Flotta del Pacifico, è stata radiata nel 1995.
- Tavda: entrata in servizio nel 1977 ed operò nella Flotta del Pacifico, è stata radiata nel 2012.
- Inguri: entrata in servizio nel 1978 ed operativa nella Flotta del Nord.